# Iglesia de San Salvador de Toló

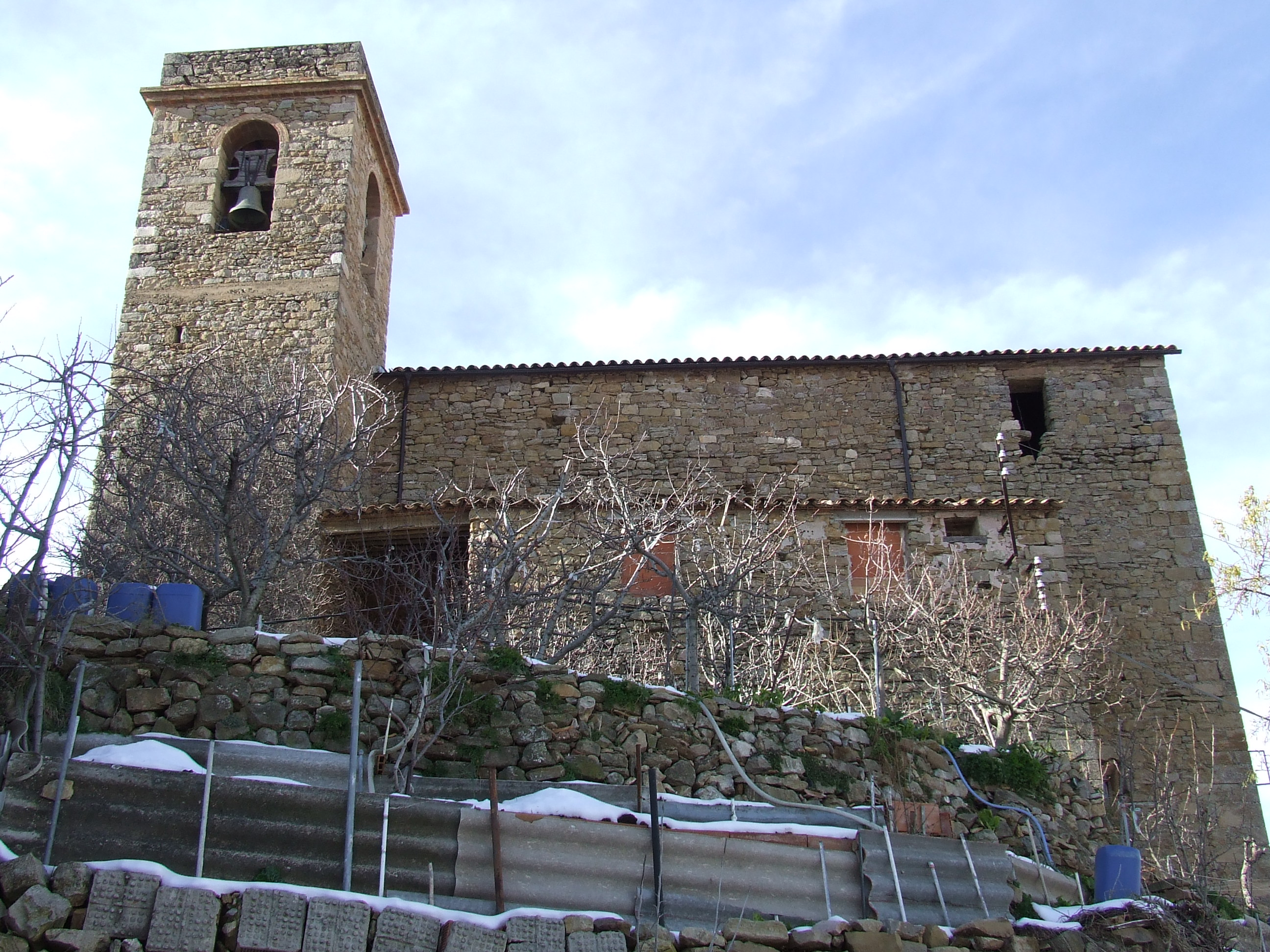
Muro lateral de la iglesia de San Salvador.

La iglesia parroquial de Sant Salvador de Toló es la iglesia principal del antiguo término de San Salvador de Toló. Pertenece al término municipal de Gavet de la Conca. Mantiene en teoría su carácter de parroquial, pero en realidad depende de la parroquia de Vilamitjana, como las otras parroquias del término al que pertenece.
Es mencionada ya en 1088, cuando Ermengol IV de Urgel y su esposa Adelaida dan esta iglesia a la canónica de Santa María de Solsona. Esta donación fue confirmada en 1097 por el papa Urbano II. Sin embargo, a raíz de la consagración de la nueva iglesia de Solsona, en 1163, el obispo de Urgel manifiesta la voluntad de mantener dentro de su obispado la jurisdicción de San Salvador de Toló.
Hay noticias del 1526: el rector era Antonio Roger, y de 1758: dependían la iglesia sufragánea de San Vicente de Toló y la capilla de San Roque de Mata-solana.
De la obra románica apenas queda nada más que algunas hiladas de piedra de la fachada meridional, donde parece conservarse los restos de una ventana en forma de cruz.
```
Jan Magri Gual
Pau Puig
```